# Законы о личной свободе
Законы о личной свободе (англ. Personal liberty laws) — законодательные акты, принятые правительствами северных штатов до гражданской войны с целью противодействия законам о беглых рабах 1793 и 1850 годов ради защиты бывших рабов и свободных чернокожих, поселившихся на севере.
Закон о беглых рабах 1793 года давал любому рабовладельцу возможность поймать предполагаемого беглого раба, представить его федеральному или местному судье и, доказав право собственности, законно вернуть раба к себе на службу; при этом единственным требуемым доказательством были показания свидетеля. Это означало, что многие вольноотпущенники были возвращены в рабство из-за фальсифицированных судов и несправедливости. Несмотря на то, что этот закон не предусматривал суда присяжных, Индиана в 1824 году и Коннектикут в 1828 году приняли законы, разрешающие рассмотрение дел беглых рабов в судах присяжных после подачи апелляции. В 1834 году Верховный суд Нью-Йорка вынес решение по делу Джек против Мартина, постановив, что законы штата о личной свободе были неконституционными, создав прецедент такого решения. Тем не менее в 1840 году Нью-Йорк предоставил беглецам право на адвокатов. В 1842 году Верховный суд США в деле Пригг против Пенсильвании постановил, что обеспечение соблюдения закона о беглых рабах является функцией федерального правительства, после чего правительства некоторых северных штатов запретили представителям местных властей помогать возвращению беглых рабов и использовать тюрьмы в этом процессе. В соответствии с компромиссом 1850 года был принят новый закон о беглых рабах, которые оказался ещё более обременительным: теперь предполагаемому беглецу не разрешалось давать показания на слушании, а федеральные маршалы несли финансовую ответственность, если не исполняли ордера или позволяли рабам бежать. Были увеличены наказания за воспрепятствование рабовладельцам или помощь беглецам, включая тюремное заключение. Таким меры побудили большую часть северных правительств ввести дополнительные гарантии суда присяжных и установить суровые наказания за незаконный захват и лжесвидетельство против предполагаемых беглецов. После принятия закона Канзас-Небраска в соответствии с принципами народного суверенитета в 1854 году некоторые штаты отказались подчиняться федеральному закону о беглых рабах. Так, Массачусетс принял новые законы о личной свободе, вводившие штрафы и тюремное заключение для любого, арестовавшего человека, не доказав, что он был рабом и установление строгих требований к доказательствам для рабовладельца, заявляющего о наличии беглого раба в штате. В 1859 году Верховный суд США объявил все законы штатов, противоречащих закону о беглых рабах недействительными, но аболиционисты проигнорировали это решение и продолжали использовать законы штатов для защиты беглецов. При отделении от США в 1860 году одним из оправданий своих действий правительствами Южной Каролины, Джорджией, Миссисипи и Техаса было то, что законы о личной свободе посягали на права штатов.